# Katernberg (Essen)
Katernberg ist seit 1929 ein nordöstlicher Stadtteil von Essen. An Katernberg grenzen im Westen Altenessen, im Süden Stoppenberg und Schonnebeck sowie im Nordosten die Stadt Gelsenkirchen.

## Geschichte
Erste Erwähnung von Katernberg im Jahre 1220 findet sich in der Vogteirolle des Grafen Friedrich von Isenberg-Altena aus dem Fürstlich Bentheimischen Archiv zu Rheda.
Katernberg gehörte ab 1808 zur neugegründeten Munizipalität Altenessen, welche 1813 zur eigenständigen Bürgermeisterei erhoben wurde. Am 1. Januar 1874 wurde aus dieser die neue Bürgermeisterei Stoppenberg ausgegliedert, an die Katernberg fiel. Diese Zugehörigkeit blieb bis zur Eingemeindung in die Stadt Essen 1929 bestehen.

### Wappen

Wappen von Katernberg

Blasonierung:„In Gold (Gelb) ein schwarzer Berg belegt mit einem silbernen (weißen) Haus mit schwarzem Fachwerk und silbernem (weißem) Tor; darauf ein herschauender schwarzer Kater.“
Das Wappen wurde von Kurt Schweder entworfen und hatte nie offiziellen Charakter. Ende der 1980er Jahre schuf der Heraldiker für alle Essener Stadtteile Wappen.
Es handelt sich hier um ein klassisches „redendes Wappen“; der Kater auf dem Berg. Die alte Schreibweise Kat(h)erenberge weist auf diese Bedeutung hin; es gibt aber auch andere Meinungen, nach denen es „eine Kate am Berg“ bedeuten soll. Das Wappen wird hier beiden Lesarten gerecht. 

### Industrialisierung und Wirtschaft
In Katernberg befindet sich ein Teil der Zeche Zollverein, die 2001 zum UNESCO-Weltkulturerbe erklärt wurde. Auf Katernberger Gebiet befindet sich die Anlage Schacht 4/5/11 der Zeche, inzwischen umgewidmet zu einem Gründerzentrum mit dem Namen „Zukunfts-Zentrum Zollverein – Triple Z“ sowie die ehemalige Schachtanlage 3/7/10. Das Hauptgelände der Zeche mit den Anlagen Schacht 12 und Schacht 1/2/8 befindet sich, direkt an Katernberg grenzend, formell auf dem Gebiet des benachbarten Stoppenberg. Allerdings wird das Weltkulturerbe gleichermaßen mit Katernberg identifiziert, weil die Zeche in der Mitte zwischen den Siedlungskernen der beiden Stadtteile liegt.
Die Zeche Zollverein war seit 1847 aktiv und hat die Geschichte des Stadtteils maßgeblich geprägt. In Katernberg befinden sich zahlreiche Bergarbeitersiedlungen, wie die Kolonie Hegemannshof, die Kolonie Ottekampshof und die Kolonie Zollverein III sowie Halden, Bahnanlagen und die Zollvereinstraße. Der Stadtteil ist regelrecht um die Zeche herumgewachsen. 1815 wurden noch 371 Einwohner gezählt, 1868 waren es bereits 1.755 und 1900 über 15.000 Einwohner.
Den Schließungen der Zeche (1986) sowie der Kokerei Zollverein (1993) folgten erhebliche Arbeitsplatzverluste und soziale Probleme. Laut Angaben des Städtenetzes „Soziale Stadt NRW“ konnte die Lage im Rahmen der Stadterneuerungsprogramme mittlerweile wieder verbessert werden. Vor allem die Ansiedlung moderner Wirtschaftszweige mit den Schwerpunkten Design und Medien in den restaurierten Zollverein-Gebäuden hat zum Aufschwung geführt.
Nach dem Abriss eines ehemaligen Straßenbahndepots wurde 2006 unmittelbar neben der Zeche der Zollverein-Kubus erbaut, der seit Anfang 2010 von der Folkwang Universität für ihren Fachbereich Gestaltung genutzt wird. Für die Ansiedlung des gesamten Design-Fachbereichs mit rund 550 Studierenden ist zusätzlich ein Neubau ausgeschrieben worden.

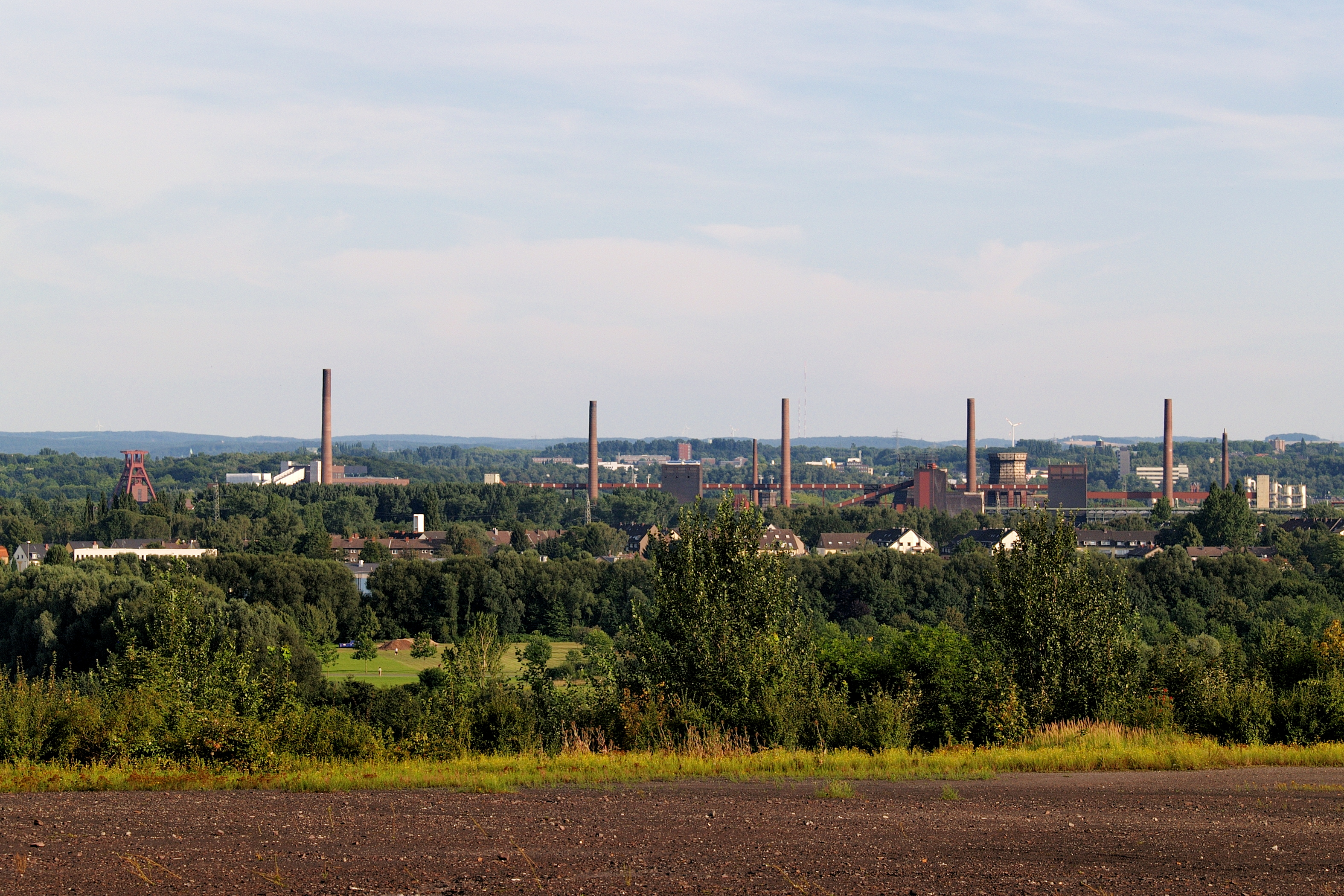
Kokerei Zollverein
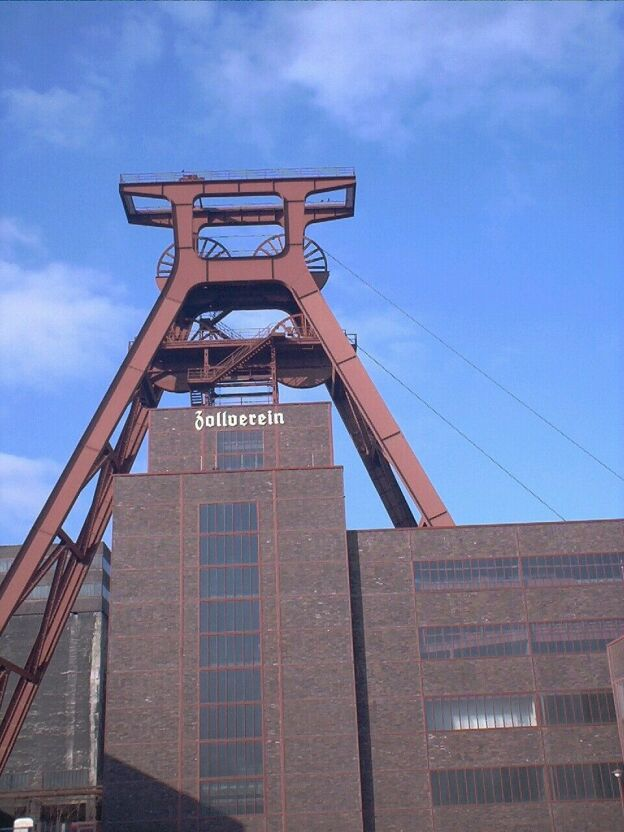
Zeche Zollverein
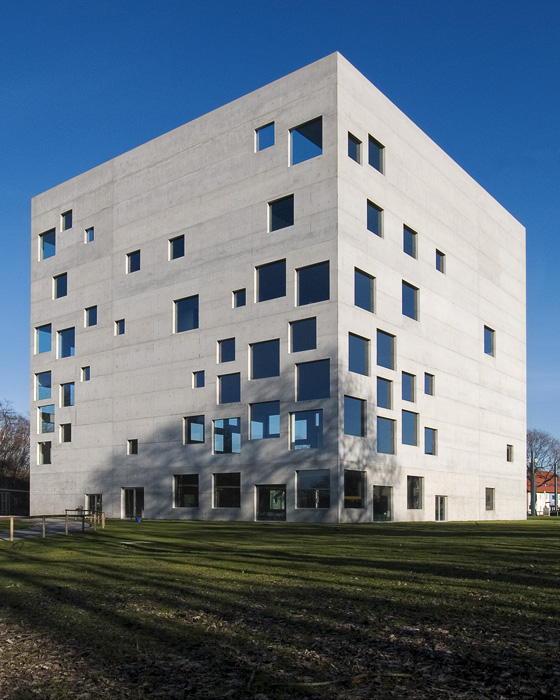
Zollverein-Kubus
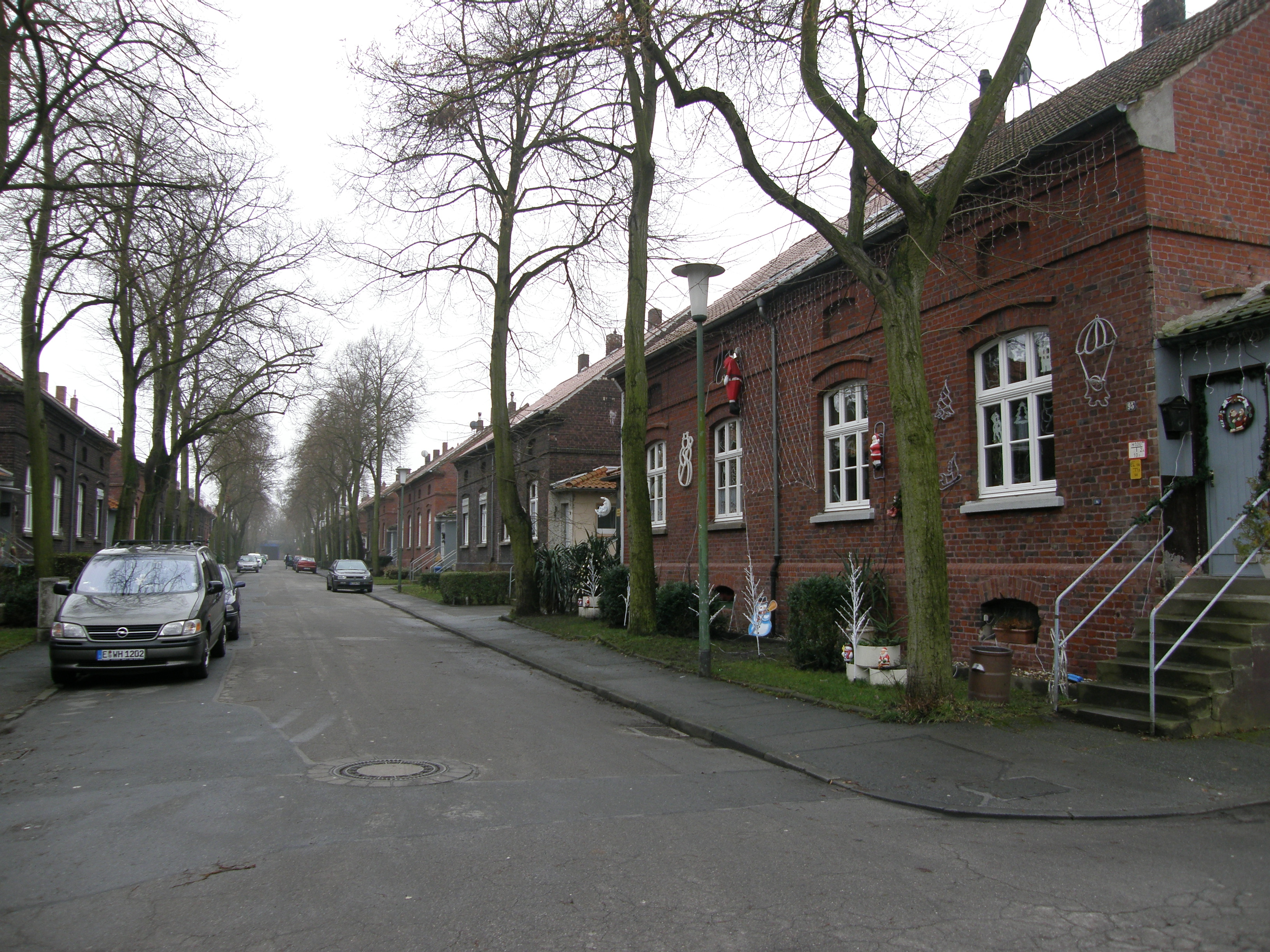
Kolonie Hegemannshof

### Verkehr
Katernberg ist über die Anschlussstelle Nr. 15 Gelsenkirchen-Hessler/-Horst/Essen-Katernberg der Bundesautobahn 42 erreichbar.
Im öffentlichen Personennahverkehr befindet sich Katernberg an der Bahnstrecke Duisburg–Dortmund und ist über den Haltepunkt Essen Zollverein Nord (bis Ende 2009: Essen-Katernberg Süd) erreichbar. 2010 hielt hier zusätzlich aufgrund der Ernennung Essens zur Kulturhauptstadt 2010 der Rhein-Emscher-Express RE3. Bis Dezember 2019 hielt dort die Linie S2 und stellte eine Verbindung nach Duisburg oder Dortmund her. Seitdem wird der Haltepunkt von den Regionalbahn-Linien RB 32 (Duisburg–Dortmund) und RB 35 (Gelsenkirchen–Mönchengladbach) bedient.
Zudem fährt durch Katernberg die Straßenbahnlinie 107 nach Essen Hbf-Bredeney und in die Nachbarstadt Gelsenkirchen. Das Angebot wird mit verschiedenen Buslinien ergänzt.
| Linie | Verlauf | Takt (Mo–Fr)                                                                      | Betreiber           |
| ----- | --- | --------------------------------------------------------------------------------- | ------------------- |
| 107   | Kulturlinie 107: U Gelsenkirchen Hbf – U Heinrich-König-Platz – Gelsenkirchen Musiktheater – Gelsenkirchen-Feldmark – Essen-Katernberg – Zollverein Nord Bf – Abzw. Katernberg – Zollverein – Stoppenberg – U Viehofer Platz – U Rathaus Essen – U Essen Hbf | 10 min                                                                            | Ruhrbahn / Bogestra |
| 170   | Borbeck Bf – Borbeck Germaniaplatz – Bergeborbeck – Vogelheim – Altenessen Mitte – Katernberger Markt – Zollverein Nord Bf – Schonnebeck – Zeche Bonifacius – Kray Nord Bf – Kray Mitte – Leithe – Freisenbruch – Steele Ost – Steele                        | 10 min (HVZ: 5 min) (Borbeck–Kray Mitte) 20 min (HVZ: 10 min) (Kray Mitte–Steele) | Ruhrbahn            |
| 173   | Karlsplatz – Altenessen-Nord – Theobaldstr. – Katernberger Markt | 30 min (vormittags 60 min)                                                        | Ruhrbahn            |
| 183   | Altenessen Karlsplatz – Altenessen Bf – Kokerei Zollverein – Stoppenberg – Schonnebeck – Zollverein Nord Bf – Katernberger Markt | 30 min                                                                            | Ruhrbahn            |
| 348   | Essen Abzweig Katernberg – Essen-Beisen – Gelsenkirchen-Rotthausen Auf der Reihe – Gelsenkirchen Hbf – Leipziger Str. – Bulmke-Hüllen – Konradstraße | 20 min                                                                            | Bogestra / Ruhrbahn |
| NE2   | Essen Hbf – Rathaus Essen – Stoppenberg – Zollverein – Zollverein Nord Bf. – Essen-Katernberg | 60 min                                                                            | Ruhrbahn            |
| NE15  | Borbeck Bf – Borbeck Germaniaplatz – Bergeborbeck – Vogelheim – Altenessen Mitte – Katernberger Markt – Zollverein Nord Bf – Schonnebeck – Zeche Bonifacius – Kray Nord Bf                                                                                   | 60 min                                                                            | Ruhrbahn            |

## Bevölkerung
Am 31. März 2025 lebten 24.310 Einwohner in Katernberg.
Strukturdaten der Bevölkerung in Katernberg (Stand: 31. März 2025):
- Bevölkerungsanteil der unter 18-Jährigen: 22,2 % (Essener Durchschnitt: 16,9 %)[3]
- Bevölkerungsanteil der mindestens 65-Jährigen: 17,8 % (Essener Durchschnitt: 21,7 %)[4]
- Ausländeranteil: 26,8 % (Essener Durchschnitt: 20,6 %)[5]

## Religion
1901 wurde die Evangelische Kirche Katernberg erbaut, die als größte evangelische Kirche in Essen im Volksmund Bergmannsdom genannt wird. Sie steht heute unter Denkmalschutz und ersetzt seit ihrer Errichtung einen zu klein gewordenen Vorgängerbau aus dem Jahre 1877, der 1903 niedergelegt wurde. In jüngerer Zeit kam die Evangelische Kirche Katernberg Nord hinzu. Des Weiteren gab es zwischen 1960 und 2011 die evangelische Kirche Neuhof, an deren Stelle heute Wohngebäude stehen.
Die katholische Kirche St. Joseph wurde 1888 bis 1889 errichtet, 1907 geweiht und 1991 unter Denkmalschutz gestellt. Zwischen 1955 und 1958 wurde die Heilig-Geist-Kirche vom Architekten Gottfried Böhm erbaut, die einen Vorgängerbau aus dem Jahre 1934 ersetzt. Diese fiel Berg- und Kriegsschäden zum Opfer. Die Kirche St. Albertus Magnus wurde erst 1988 geweiht, aber bereits 2008 wieder geschlossen. Auch sie ersetzte einen Vorgängerbau aus der Mitte der 1950er Jahre, der 1978 wegen Bergschäden aufgegeben wurde. Alle katholischen Kirchen in Katernberg gehören heute zur Pfarrgemeinde St. Nikolaus in Stoppenberg.
1970 entstand in Katernberg eine Neuapostolische Kirche, die seit Dezember 2012 jedoch als Kindertagesstätte dient.
Die Fatih-Moschee ist seit 1997 ein Kuppelbau der türkischen Gemeinde.

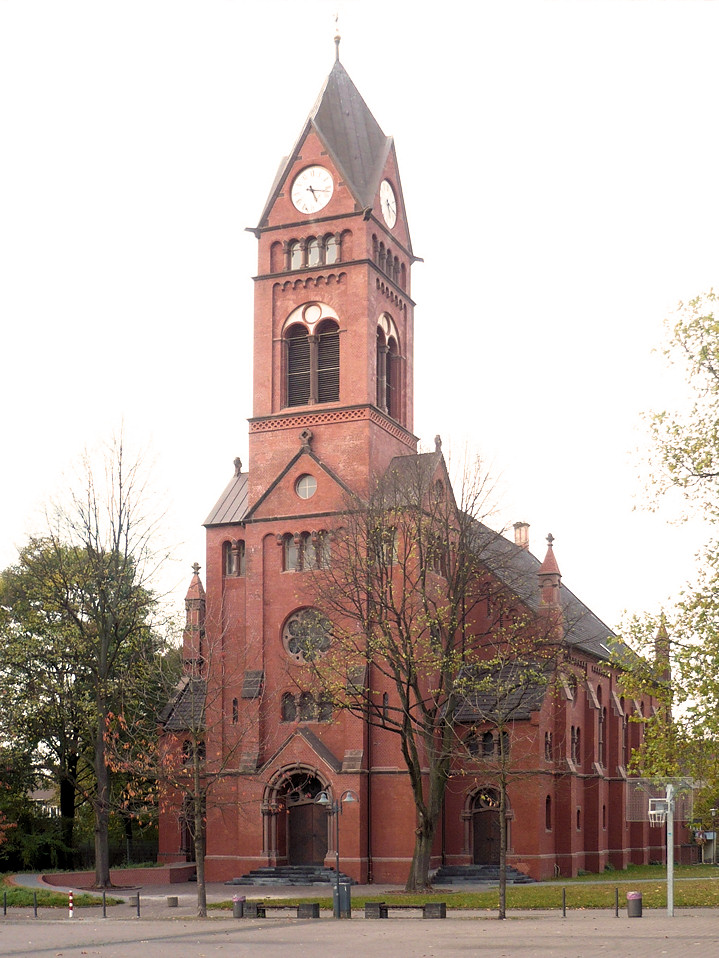
Evangelische Kirche Katernberg, genannt: Bergmannsdom
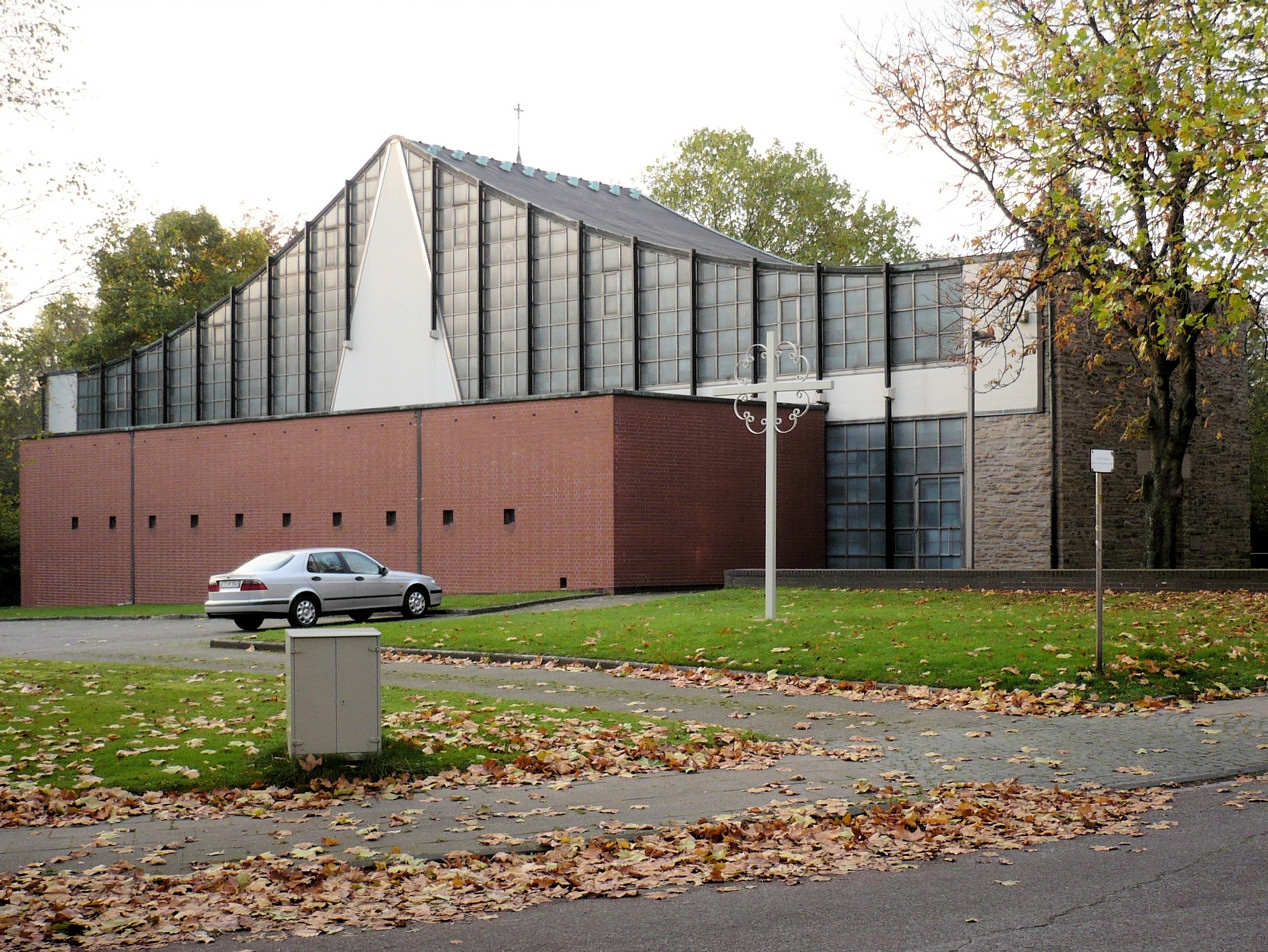
Heilig-Geist-Kirche, vom Architekten Gottfried Böhm entworfen
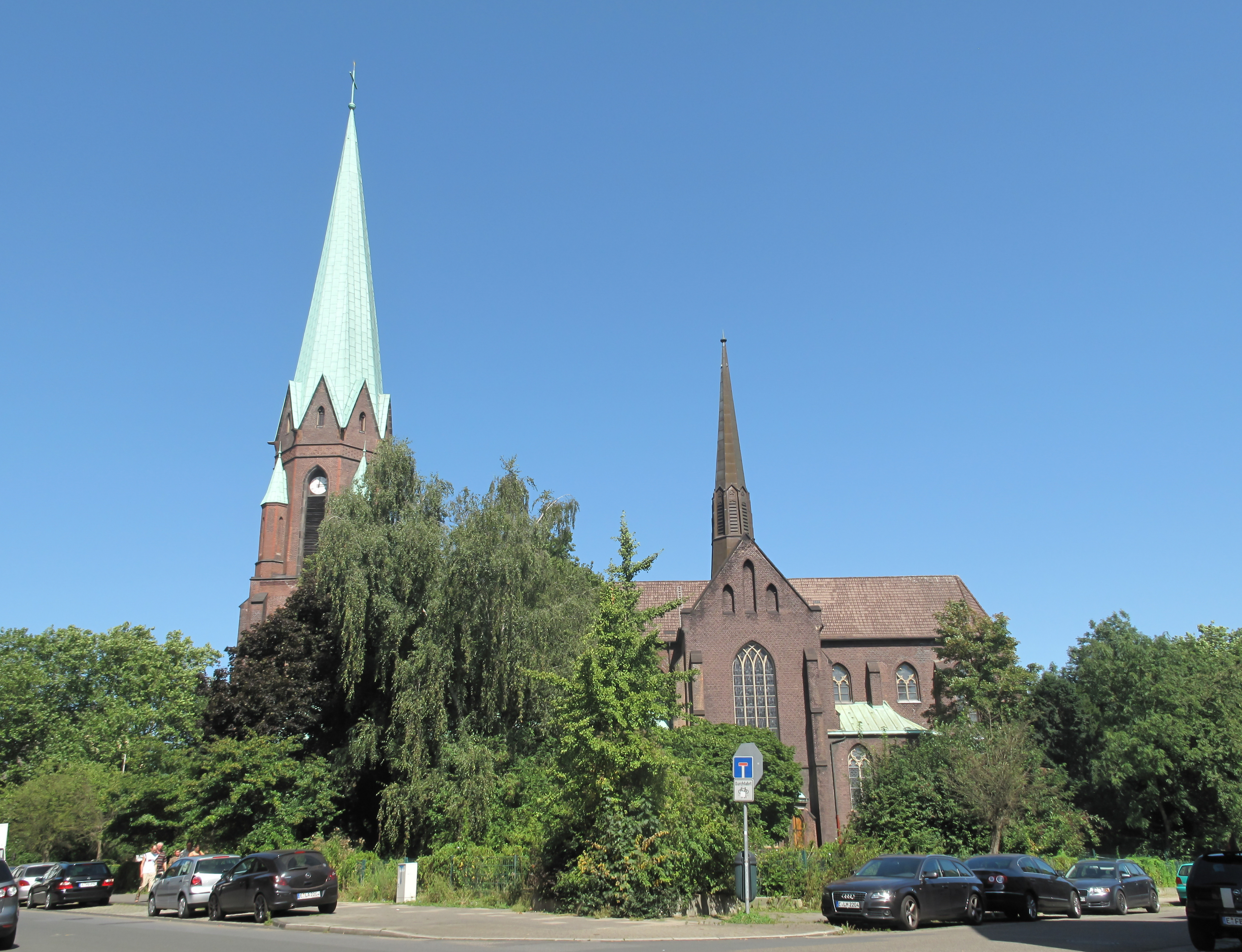
St. Joseph
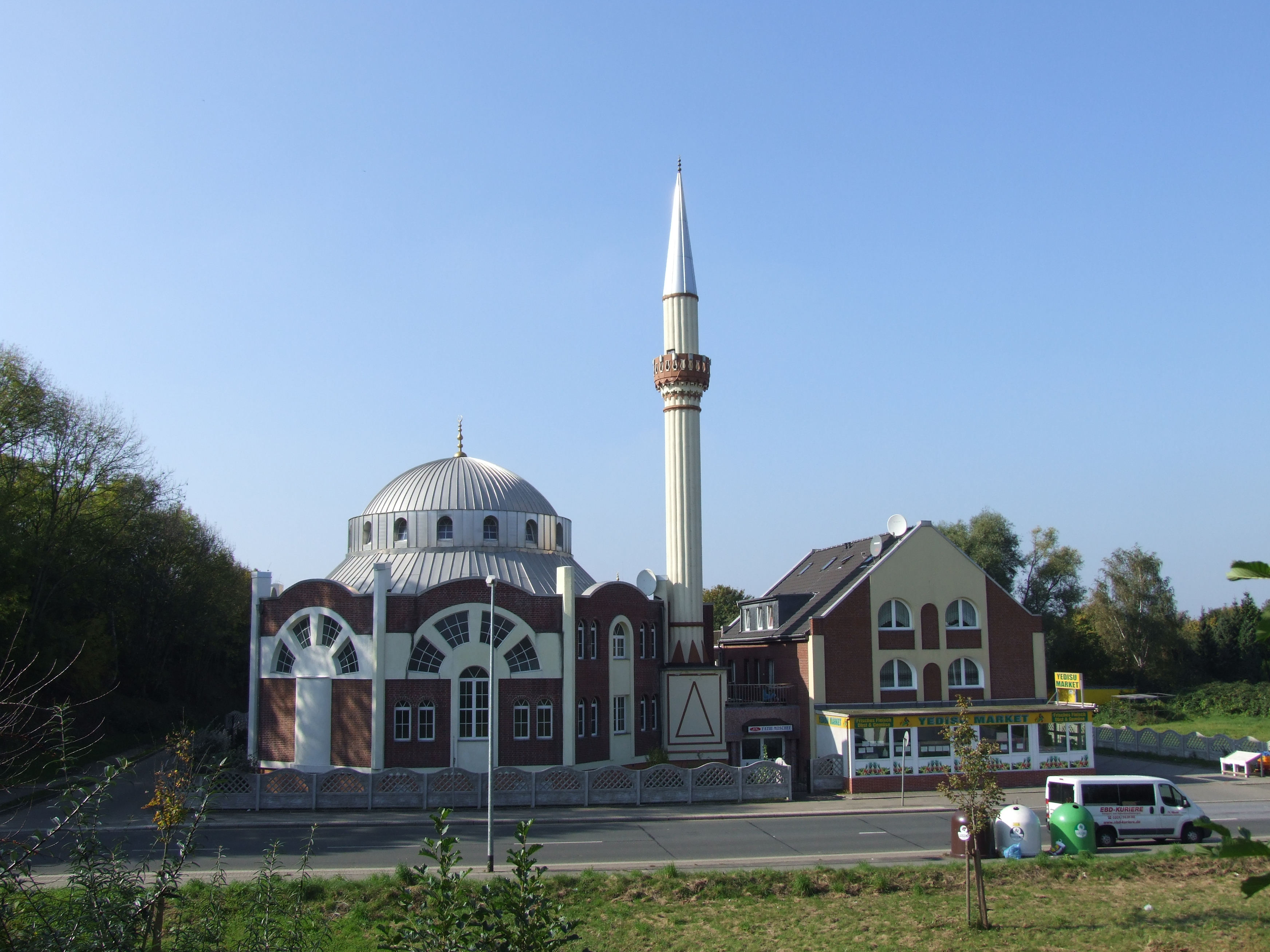
Fatih-Moschee

## Sport
In den 1940er und 1950er Jahren waren die Sportfreunde Katernberg ein erfolgreicher Fußballverein.
Die Schachabteilung der Sportfreunde Katernberg spielte von 1975 bis 1981 und von 2003 bis 2015 in der 1. Schachbundesliga.

## Söhne und Töchter der ehemaligen Gemeinde
- Johann Koch (1873–1937), Politiker (Zentrum), Mitglied des Reichstages
- Hans Cohausz (1907–1994), Marineoffizier
- Benny Quick, bürgerlich Rolf Müller (1943–1999), Pop- und Schlagersänger